# Conversió de Pau

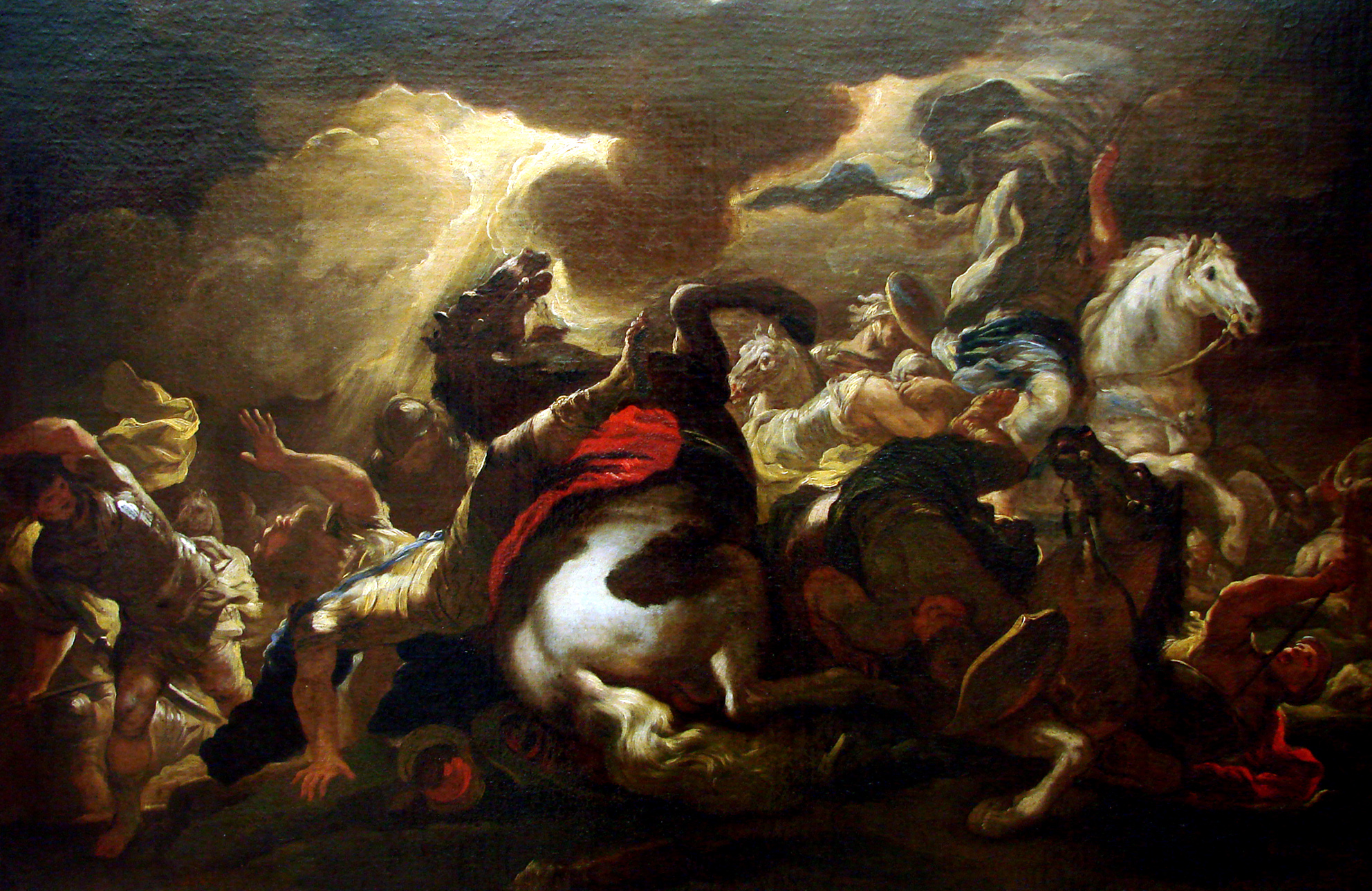
La conversió de Sant Pau al camí de Damasc per Luca Giordano (vers 1690)

La conversió de Pau, descrita al Nou Testament, fa referència a un dels esdeveniments en la vida de Pau de Tars.

## En el Nou Testament

### Abans de la seva conversió
Abans de la seva conversió, Saule (que es feu anomenar Pau després de la seva conversió) fou un fariseu que perseguia de manera violenta els seguidors de Jesús. A l'Epístola als Gàlates, va escriure: 
| «              | "Vosaltres ja heu sentit parlar de com em comportava quan era en el judaisme: perseguia amb fúria l'Església de Déu i la volia destruir; i en la defensa del judaisme sobrepassava molts companys de la meva edat, ja que era molt zelós de les tradicions dels meus pares." | » |
| — Gal 1, 13-14 | |   |

L'Epístola als Filipencs conté un altre passatge en què Saule parla de la seva vida abans de la seva conversió: 
| «            | "I això que jo també tindria raons per a refiar-me de títols humans! Si algú creu que es pot refiar de títols com aquests, jo me'n puc refiar encara més: circumcidat el dia vuitè, sóc israelita de naixement, de la tribu de Benjamí, hebreu i fill d'hebreus; en l'observança de la Llei, era fariseu; en el zel per la meva religió, perseguia l'Església; i en el compliment de la justícia que prescriu la Llei, era irreprensible." | » |
| — Fl 3, 4-6) | |   |

### La conversió de Pau

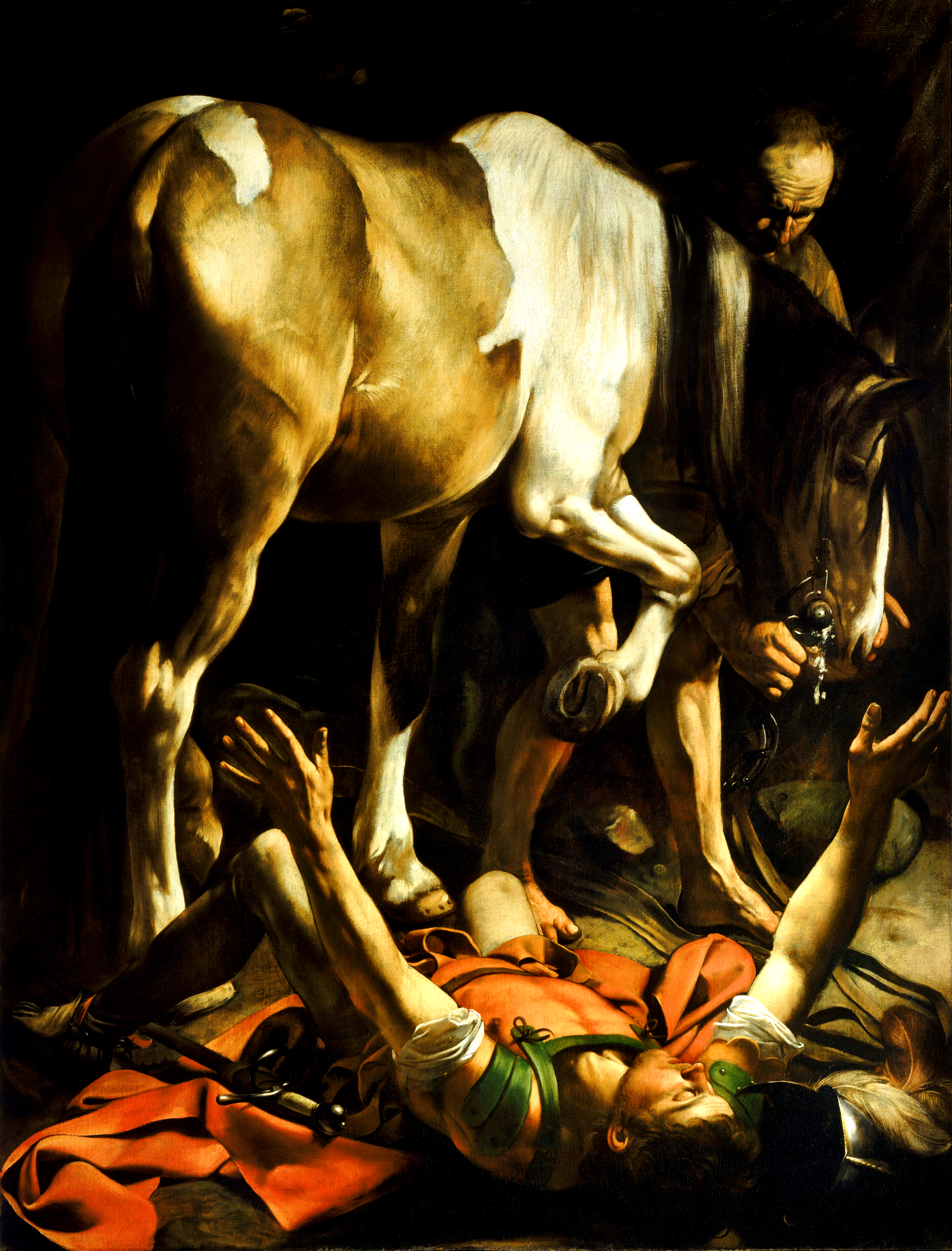
La conversió de Sant Pau al camí de Damasc (1600) per Caravaggio.

#### En les epístoles
En les seves epístoles, Pau parla de la seva conversió breument. A la Primera Epístola als Corintis, diu haver vist Crist ressuscitat:
| «              | "Primer de tot us vaig transmetre el mateix ensenyament que jo havia rebut: Crist morí pels nostres pecats, com deien ja les Escriptures, i fou sepultat; ressuscità el tercer dia, com deien ja les Escriptures, i s'aparegué a Cefes i després als Dotze. Després es va aparèixer a més de cinc-cents germans a la vegada, la majoria dels quals encara viuen, però alguns ja són morts. Després es va aparèixer a Jaume i, més tard, a tots els apòstols. Finalment, al darrer de tots, com un que neix fora de temps, se'm va aparèixer també a mi." | » |
| — 1 Co 15, 3-8 | |   |

En l'Epístola als Gàlates, parla de la seva conversió com una revelació originària de Déu:
| «             | "Germans, vull que ho sapigueu: l'evangeli que us vaig anunciar no ve dels homes; jo no el vaig rebre ni aprendre de cap home, sinó per una revelació de Jesucrist. […] Però Déu em va escollir des de les entranyes de la mare i em va cridar per la seva gràcia. Quan a ell li semblà bé, em va revelar el seu Fill perquè jo l'anunciés als pagans." | » |
| — Ga 1, 11-16 | |   |

#### En Fets
En el llibre dels Fets, la conversió de Pau és abordada a tres llocs diferents. Aquesta experiència és molt més detallada que en les Epístoles. Els textos descriuen la conversió com un esdeveniment que va tenir lloc quan Pau estava de camí a Damasc.
Segons la tradició, Pau va ser batejat a Damasc per Ananies.

##### Fets, capítol 9
En aquest capítol es descriu la conversió de Pau.
| «            | Quan Saule arribava prop de Damasc, de sobte l'envoltà una llum fulgurant que venia del cel. 4 Va caure a terra i sentí una veu que li deia: Saule, Saule, per què em persegueixes? Ell preguntà: «Qui ets, Senyor?» Li respongué: «Jo sóc Jesús, el qui tu persegueixes. Aixeca't, entra a la ciutat, i allà et diran el que has de fer». Els homes que l'acompanyaven s'havien aturat, muts d'espant; sentien la veu, però no veien ningú. Quan Saule s'aixecà de terra, per més que obria els ulls, no veia res. Ells l'agafaren per la mà i el van portar fins a Damasc. Estigué tres dies sense veure-hi, i no menjava ni bevia. Hi havia a Damasc un deixeble que es deia Ananies. En una visió, el Senyor el cridà: «Ananies!» Ell respongué: «Aquí em tens, Senyor». El Senyor li digué: «Vés al carrer anomenat Recte, a casa de Judes, i pregunta per Saule de Tars: està pregant, i en una visió ha vist un tal Ananies que entrava i li imposava les mans perquè recobrés la vista». Ananies replicà: «Senyor, he sentit contar a molts tot el mal que aquest home ha fet al teu poble sant de Jerusalem, i ara, aquí, té plens poders dels grans sacerdots per a endur-se'n presos tots els qui invoquen el teu nom.» El Senyor li digué: «Vés-hi, que aquest home és l'instrument que jo he escollit perquè doni testimoni del meu nom davant les nacions paganes i els seus reis, i davant els israelites. Jo li faré veure tot el que haurà de sofrir pel meu nom.» Aleshores Ananies hi anà, entrà a la casa, li va imposar les mans i li digué: «Saule, germà, Jesús, el Senyor, el qui se't va aparèixer pel camí quan venies, m'envia perquè recobris la vista i siguis omplert de l'Esperit Sant». A l'instant li caigueren dels ulls una mena d'escates i recobrà la vista. Llavors mateix s'aixecà i es va fer batejar. | » |
| — Ac 9. 3-18 | |   |

##### Fets dels Apòstols, capítol 22
Durant la seva detenció a Jerusalem, Pau s'adreça a la multitud i es descriuen les circumstàncies de la seva conversió.
| «             | Quan ja m'acostava a Damasc, de sobte, cap al migdia, m'envoltà una gran llum fulgurant que venia del cel. Vaig caure a terra i vaig sentir una veu que em deia: «Saule, Saule, per què em persegueixes?» Jo vaig preguntar: «Qui ets, Senyor?» Ell em respongué: «Jo sóc Jesús de Natzaret, el qui tu persegueixes». Els qui anaven amb mi veieren la llum, però no van sentir la veu del qui em parlava. Llavors vaig preguntar: «Què haig de fer, Senyor?» El Senyor em digué: «Aixeca't, vés a Damasc i allí et diran tot el que he determinat que facis». I com que amb l'esclat d'aquella llum no veia res, els qui m'acompanyaven em van agafar per la mà i així vaig entrar a Damasc. | » |
| — Ac 22, 6-11 | |   |

## Referents culturals

### Arts
La Conversió de Sant Pau va estar representada per nombrosos artistes, incloent Albrecht Dürer, Giovanni Bellini, Fra Angelico, Fra Bartolomeo, Pieter Brueghel el Vell, William Blake i Luca Giordano. El pintor italià Caravaggio va realitzar dues pintures sobre aquest tema: La conversió de Sant Pau i La Conversió de Sant Pau en el camí a Damasc.